# Bolzano (cruzador)
O Bolzano foi um cruzador pesado operado pela Marinha Real Italiana. Seu batimento de quilha ocorreu em junho de 1930 nos estaleiros da Gio. Ansaldo & C. em Gênova e foi lançado ao mar no final de agosto de 1932, sendo comissionado na frota italiana em meados de agosto do ano seguinte. Era armado com uma bateria principal composta por oito canhões de 203 milímetros montados em quatro torres de artilharia duplas, tinha um deslocamento carregado de quase catorze mil toneladas e conseguia alcançar uma velocidade máxima de 36 nós (67 quilômetros por hora).
O navio não estava nos planos originais da Marinha Real, porém foi encomendado para substituir o Pola, que muitas vezes foi usado como capitânia da frota na década de 1930 enquanto os couraçados da Classe Conte di Cavour estavam passando por modernização. O Bolzano teve um início de carreira tranquilo e com poucos incidentes; a maioria de suas ações no período pré-guerra consistiram principalmente de exercícios de treinamento com o resto da frota e revistas oficiais em homenagens a dignitários estrangeiros, como Adolf Hitler e o príncipe Paulo da Iugoslávia.
Na Segunda Guerra Mundial, o navio participou de operações de escolta de comboios para o Norte da África, também tendo lutado na nas batalhas de Calábria, Tarento, Cabo Spartivento e Cabo Matapão. Ele foi torpedeado por um submarino britânico em agosto de 1942 e seriamente danificado, porém seus reparos nunca foram realizados. Depois da rendição italiana em setembro de 1943, foi tomado pelos alemães e depois afundado por mergulhadores italianos em junho de 1944. Seus destroços foram reflutuados depois da guerra e enviados para desmontagem em 1949.

## Desenvolvimento

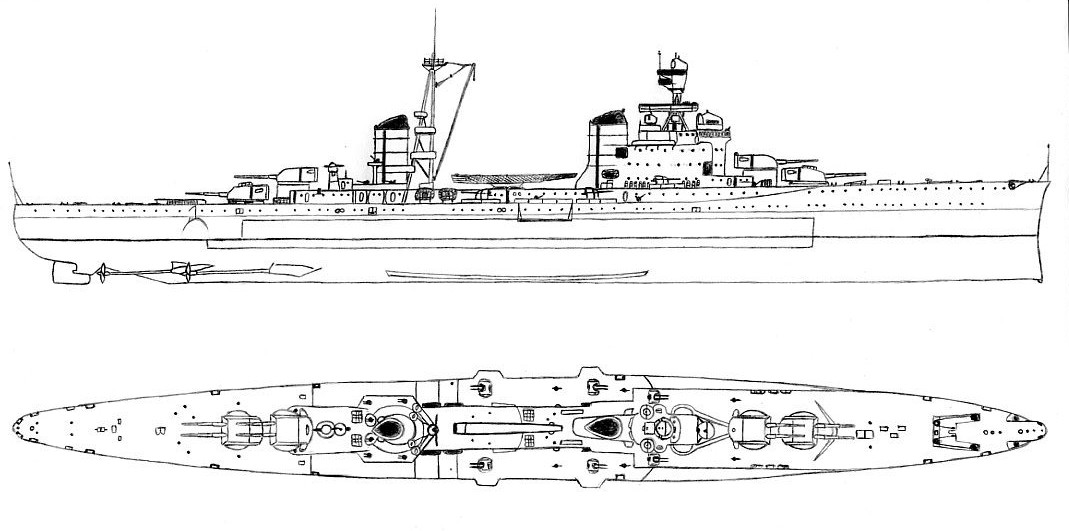
Desenho do Bolzano

A Marinha Real Italiana tinha planejado construir seis cruzadores pesados nas décadas de 1920 e 1930, os dois da Classe Trento e os quatro da Classe Zara, que operariam em duas divisões de três embarcações cada. Entretanto, foi decidido em 1929 usar o Pola, da Classe Zara, como a capitânia da frota enquanto os couraçados da Classe Conte di Cavour estavam em modernização. Consequentemente, a Marinha Real, que estava sob pressão da Gio. Ansaldo & C. para receber um contrato de construção naval, encomendou um sétimo cruzador pesado. A Ansaldo até esse momento tinha ficado fora do programa de construção de cruzadores, que tinham sido construídos pelos estaleiros da Odero Terni Orlando e Stabilimento Tecnico Triestino. O Bolzano foi autorizado sob o programa de construção naval de 1929–30.
Um novo projeto foi preparado que era muito baseado na Classe Trento, porém também incorporava melhoramentos implementados na Classe Zara. Estes incluíam as versões mais recentes dos canhões de 203 milímetros, caldeiras mais potentes e um convés elevado no castelo da proa. O alto comando da Marinha Real insistiu em sua crença de que velocidade era mais importante do que blindagem, assim o novo cruzador adotou um nível de proteção mais leve similar à Classe Trento, diferentemente dos mais bem protegidos membros da Classe Zara. Por essa pouca blindagem, os marinheiros que serviam a bordo do Bolzano o chamavam de "um erro esplendidamente executado".

## Características
O Bolzano tinha 187,6 metros de comprimento entre perpendiculares e 196,9 metros de comprimento de fora a fora. Sua boca era de 20,6 metros e seu calado de 6,8 metros. O navio possuía um deslocamento normal de 11 060 toneladas e um deslocamento carregado de 13 884 toneladas, porém seu deslocamento estava nominalmente dentro do limite estabelecido pelo Tratado Naval de Washington. Seu sistema de propulsão era composto por quatro turbinas a vapor Parsons, cada uma girando uma hélice, alimentadas por dez caldeiras a óleo combustível. Seus motores podiam produzir 150 mil cavalos-vapor (110 mil quilowatts) de potência, o suficiente para alcançar uma velocidade máxima de 36 nós (67 quilômetros por hora). A eletricidade vinha de geradores que produziam 1 080 quilowatts. Sua tripulação era formada por 725 oficiais e marinheiros, porém podia chegar a 28 oficiais e 788 marinheiros em tempos de guerra. O cruzador tinha dois mastros em tripé, um em cima da superestrutura dianteira e outro na frente da segunda chaminé. Era equipado com uma catapulta de aeronaves à meia-nau, entre as duas chaminés, e podia levar de dois a três hidroaviões IMAM Ro.43 para reconhecimento aéreo.

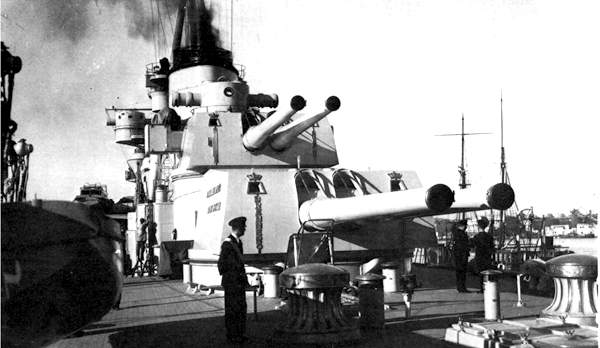
As torres de artilharia de ré do Bolzano

A bateria principal do Bolzano consistia em oito canhões Ansaldo Modello 1929 calibre 53 de 203 milímetros montados em quatro torres de artilharia duplas, duas na proa e duas na popa, em ambos os casos com uma sobreposta a outra. A defesa antiaérea tinha dezesseis canhões O.T.O. Modello 1928 calibre 47 de 100 milímetros em montagens duplas, quatro canhões Vickers-Terni calibre 39 de 40 milímetros em montagens únicas e oito metralhadoras Breda Modello 1931 calibre 54 de 13,2 milímetros em montagens duplas. Esta bateria secundária foi revisada várias vezes no decorrer de sua carreira: dois dos canhões de 100 milímetros foram removidos no final da década de 1930 e oito canhões Breda calibre 54 de 37 milímetros foram instalados em seus lugares. As metralhadoras foram substituídas em 1942 por quatro canhões antiaéreos Breda Modello 1935 calibre 65 de 20 milímetros. O cruzador também carregava oito tubos de torpedo de 533 milímetros instalados em quatro lançadores duplos acima da linha d'água.
O cinturão blindado tinha setenta milímetros de espessura à meia-nau, com anteparas blindadas transversais fechando a cidadela em cada extremidade. A antepara dianteira tinha sessenta milímetros, enquanto a traseira cinquenta milímetros. O convés blindado tinha cinquenta milímetros de espessura na parte central, porém afinava-se para vinte milímetros em cada extremidade. As torres de artilharia principais tinham placas de cem milímetros na frente, enquanto a barbeta ficava entre sessenta e setenta milímetros de espessura. A torre de comando era protegida por uma blindagem de cem milímetros nas laterais e quarenta milímetros no teto.

## História

### Tempos de paz

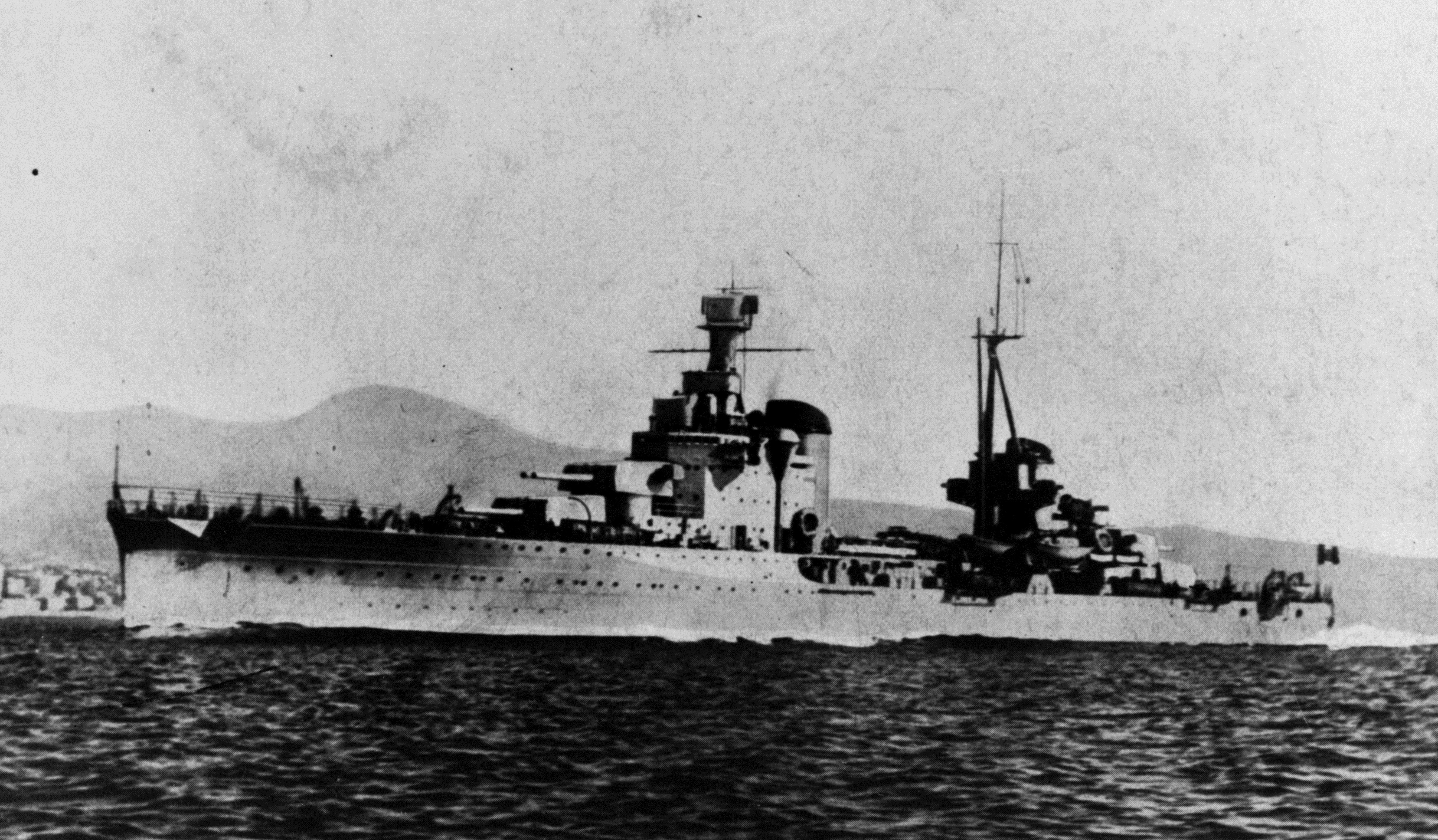
O Bolzano em 1933

O batimento de quilha do Bolzano ocorreu nos estaleiros da Ansaldo em Gênova no dia 11 de junho de 1930. Seu casco completo foi lançado ao mar em 31 de agosto de 1932, sendo completado em 19 de agosto de 1933 e comissionado na frota italiana. Foi designado em 2 de dezembro para servir na 2ª Divisão da 1ª Esquadra junto com o Trento e o Trieste. O navio recebeu sua bandeira de guerra em 29 de junho de 1934 durante uma cerimônia realizada no Grande Canal de Veneza. A 2ª Divisão se tornou a 3ª Divisão no mês seguinte. O cruzador participou em 27 de novembro de 1936 de uma revista naval em homenagem a Miklós Horthy, o Regente da Hungria. O Bolzano escoltou o ditador italiano Benito Mussolini em uma viagem para a Líbia entre os dias 10 e 12 de março de 1937.
O navio foi para as Baleares, na Espanha, para recuperar os corpos de seis marinheiros italianos que tinham morrido em 25 de maio de 1937 a bordo do cruzador auxiliar Barletta, que tinha sido atacado por bombardeiros republicanos durante a Guerra Civil Espanhola; o Bolzano voltou para a Itália em 3 de junho. Participou de treinamentos no Golfo de Nápoles quatro dias depois, realizados durante uma visita em homenagem ao general-marechal de campo alemão Werner von Blomberg. Outra revista ocorreu em 5 de maio de 1938, desta vez em homenagem ao ditador alemão Adolf Hitler. Mussolini visitou o Bolzano em janeiro de 1939 enquanto estava em La Maddalena, na Sardenha. O cruzador participou de mais uma revista no Golfo de Nápoles em 17 de maio, agora para o príncipe Paulo da Iugoslávia. Também esteve presente na primeira celebração do Dia da Marinha em Livorno entre os dias 5 e 19 de junho.

### Segunda Guerra
A Itália entrou na Segunda Guerra Mundial em 10 de junho de 1940 e o Bolzano foi designado para a 3ª Divisão da 2ª Esquadra, junto com os dois cruzadores da Classe Trento. O navio participou em 9 de julho da Batalha da Calábria, em que liderou a linha de cruzadores pesados italianos. Ele foi atingido por três projéteis de 152 milímetros às 16h05min que mataram dois tripulantes e emperraram o leme para bombordo, fazendo-o navegar em círculos. Um dos projéteis também acertou a segunda torre de artilharia, porém ela ainda conseguia disparar. Estes acertos vieram do cruzador rápido HMS Neptune. Aeronaves italianas incorretamente identificaram o Bolzano como uma embarcação britânica depois do fim da batalha, porém não o acertaram. Ele chegou em La Spezia no dia 12 de julho, onde seus danos foram consertados. O cruzador foi para Tarento na noite de 11 para 12 de novembro e esteve presente na Batalha de Tarento naquela noite, porém não foi atacado pelas aeronaves britânicas. Uma das ondas de torpedeiros foi encarregada de atacar o Bolzano, Trento e Trieste, porém os capitães britânicos não conseguiram localizar seus alvos em meio da escuridão e decidiram atacar outros navios.

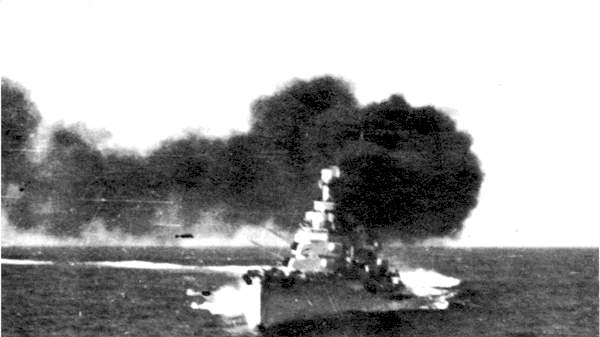
O Bolzano durante a Batalha do Cabo Spartivento em 27 de novembro de 1940

O Bolzano e o resto da frota partiram em 26 de novembro para interceptarem um comboio britânico para Malta. O resultado foi a Batalha do Cabo Spartivento, em que o navio enfrentou o cruzador de batalha HMS Renown, porém nenhum dos dois conseguiu acertou o outro. A embarcação participou de uma varredura no final de março de 1941 que levou à Batalha do Cabo Matapão. Torpedeiros britânicos atacaram o Bolzano, porém ele conseguiu desviar dos torpedos. Pelos meses seguintes, o cruzador participou da escolta de comboios para Trípoli em apoio à Campanha Norte-Africana. O primeiro ocorreu entre 24 e 30 de abril, outro de 24 até 27 de maio e depois mais dois em junho, nos dias 8 e 9 e então de 25 de junho a 1ª de julho. O cruzador protegeu um quinto comboio para Trípoli e de volta para a Itália de 16 a 20 de julho. Operações de comboio foram interrompidas no final de agosto por uma tentativa fracassada de localizar embarcações britânicas. O Bolzano acabou torpedeado pelo submarino HMS Triumph no Estreito de Messina, enquanto retornava para casa. Ele foi rebocado para Messina por dois rebocadores, com os reparos demorando três meses para serem finalizados. O navio para o serviço em tempo de escoltar mais um comboio, que ocorreu entre os dias 8 e 9 de novembro.
Humberto, Príncipe de Piemonte e herdeiro do trono italiano, visitou o cruzador em Messina no dia 17 de julho de 1942. O Bolzano, Trieste e Gorizia, os cruzadores pesados sobreviventes da Marinha Real, foram reorganizados em agosto como a 3ª Divisão. Os três partiram em 11 de agosto para interceptarem um comboio britânico, porém foram chamados de volta depois da Luftwaffe ter negado suporte aéreo. O Bolzano foi torpedeado no caminho de volta pelo submarino HMS Unbroken, ficando seriamente danificado. A explosão do torpedo iniciou um incêndio, fazendo com que a tripulação inundasse os depósitos de munição para impedir que o fogo se espalhasse e causasse uma detonação. A tripulação encalhou a embarcação em Panarea para que não afundasse. O navio estava com um adernamento de 45 graus e precisou ser abandonado. O incêndio queimou até o dia seguinte, quando alguns tripulantes conseguiram voltar e apagar as chamas. O Bolzano permaneceu no local até 15 de setembro, quando as equipes de controle de danos conseguiram tampar o casco de forma suficiente para que rebocadores o levassem para Nápoles, onde foi colocado em uma doca seca para que pudesse ser inspecionado. Reparos temporários foram realizados e ele foi transferido para La Spezia em outubro, onde reparos permanentes seriam feitos. A Marinha Real considerou reconstrui-lo como um híbrido de cruzador e porta-aviões. Isto exigiria a remoção da superestrutura e das torres de artilharia dianteiras, além de dividir a chaminé dianteira para despejar a fumaça dos dois lados para que um convés de voo e hangar pudessem ser instalados. Isto nunca foi levado adiante, pois a economia de guerra italiana não podia disponibilizar os recursos necessários para consertar o navio, muito menos para convertê-lo. Pequenos reparos foram realizados a medida que materiais foram ficando disponíveis no início de 1943, porém o cruzador permaneceu fora de serviço. Bombardeiros norte-americanos atacaram o porto de La Spezia em 5 de junho, porém o Bolzano não foi atingido.
A Itália se rendeu em 3 de setembro de 1943 e tropas alemães ocuparam La Spezia em 8 e 9 de setembro. O Bolzano não foi deliberadamente afundado porque ainda estava em uma condição inutilizável, em vez disso foi deixado parcialmente flutuando. Os alemães canibalizaram o navio e o também danificado Gorizia em busca de partes úteis, mas não tentaram usá-lo para qualquer coisa além disso. Uma equipe de mergulhadores britânicos e italianos entraram no porto de La Spezia na noite de 21 para 22 de junho de 1944 usando torpedos tripulados com o objetivo de afundar os dois cruzadores para que não fossem usados como bloqueios. Eles conseguiram afundar o Bolzano, mas o Gorizia permaneceu flutuando. O Bolzano foi removido do registro naval em 27 de fevereiro de 1947, sendo reflutuado em setembro de 1949 e enviado para desmontagem.